# 中庸
中庸（ちゅうよう）とは、儒教において、「四書」の一つであり、またその中心的概念の一つである。

## 概念としての「中庸」
「中庸」という言葉は、『論語』のなかで、「中庸の徳たるや、それ至れるかな」と孔子に賛嘆されたのが文献初出と言われている。それから儒学の伝統的な中心概念として尊重されてきた。だがその論語の後段には、「民に少なくなって久しい」と言われ、この｢過不足なく偏りのない｣徳は修得者が少ない高度な概念でもある。
古代ギリシャでは、アリストテレスの「メソテース」という言葉でそれを倫理学上の一つの徳目として尊重している。また、仏教の中道と通じる面があるとも言われるが、仏教学者によれば違う概念であるという。

## 文献としての『中庸』
現在「四書」の一つとして広く知られている『中庸』は、もともと『礼記』中の一篇、すなわち礼記中庸篇として伝えられてきたものである。司馬遷の『史記』では、中庸は子思の作であるとされており、これが通説となっている。しかし、戦国時代の無名の儒家の著作であるという説や、『大学』同様『子思子』の一篇だったのではないかという説もあり、成立及び作者は諸説が存在している。古くから有名な作品として人々に読まれてきた。初めて『中庸』を重視したのは南朝宋の戴顒（378年 - 441年、戴逵の子）であるとされている。彼が『礼記中庸伝』を書いた。宋代になると、有名な学者、政治家などが次々と『中庸』の注釈を著した。司馬光・范祖禹・蘇軾・程顥など、著名な人びとの専著は十指にのぼる。この中で、もっとも知られているのは朱子の『中庸章句』である。朱子学において『大学』が四書の入門であるのに対し、『中庸』は四書の中で最後に読むべきものとされた。

### 内容
『中庸』では「中庸」の徳をくわしく解説している。しかし、『中庸』は「中庸」以外に、「誠」・「性」・「道」・「慎独」など、多くの概念についても述べている。この中で、「誠」は「中庸」よりも一層重要な概念であることも言われている。

### 文献『中庸』中での「中庸」概念
「中庸」の『中』とは偏らない。しかし、決して大小や上下の中間を取りさえすればよいという意味ではない。よく「中途半端」や「50対50の真ん中」と混同されている。中間や平均値、足して2で割るというものではない。常にその時々の物事を判断する上でどちらにも偏らず、且つ通常の感覚でも理解できるものである。
『庸』については、朱子は「庸、平常也」として『庸』を「平常」と解釈しており、鄭玄は「…庸猶常也言徳常行也言常謹也」として『庸』を「常」と解釈している。『庸』が「常」という意味を含んでいることは二人とも指摘している。現在、多くの学者たちは、『庸』が「優れた点や変わった点を持たない」（用例：庸才）と「平常」（用例：庸民）との両方の意味を含んでいると見ているほか、『庸』は「用」であるという説もある。つまり、中の道を「用いる」という意味だというのである。
中庸の徳を常に発揮することは聖人でも難しい半面、学問をした人間にしか発揮できないものではなく、誰にでも発揮することの出来るものでもある。恒常的にいつも発揮することが難しいことから、中庸は儒教の倫理学的な側面における行為の基準をなす最高概念であるとされる。

## 訳注
- 金谷治 『大学・中庸』 岩波文庫、初版1998年　ISBN 9784003322215、ワイド版2003年
- 宇野哲人 『中庸』 講談社学術文庫、初版1983年、ISBN 978-4061585959
- 島田虔次 『大学・中庸』 「中国古典選6・7」朝日新聞社：朝日文庫、1978年、上 ISBN 978-4022601063、下 ISBN 978-4022601070
- 赤塚忠 『大学・中庸』 ＜新釈漢文大系 2＞明治書院、初版1967年、ISBN 9784625570025
- 山下龍二 『大学・中庸』 ＜全釈漢文大系 3＞集英社、1974年
- 俣野太郎 『大学・中庸』 ＜中国古典新書＞明徳出版社、初版1968年2月、ISBN 978-4896192124
- 荒川健作 『全訳 論語大成』 三恵社　2007年6月、ISBN 9784883615520
- 諸橋轍次 『中国古典名言事典』 講談社学術文庫、初版1979年